# Île Rugged

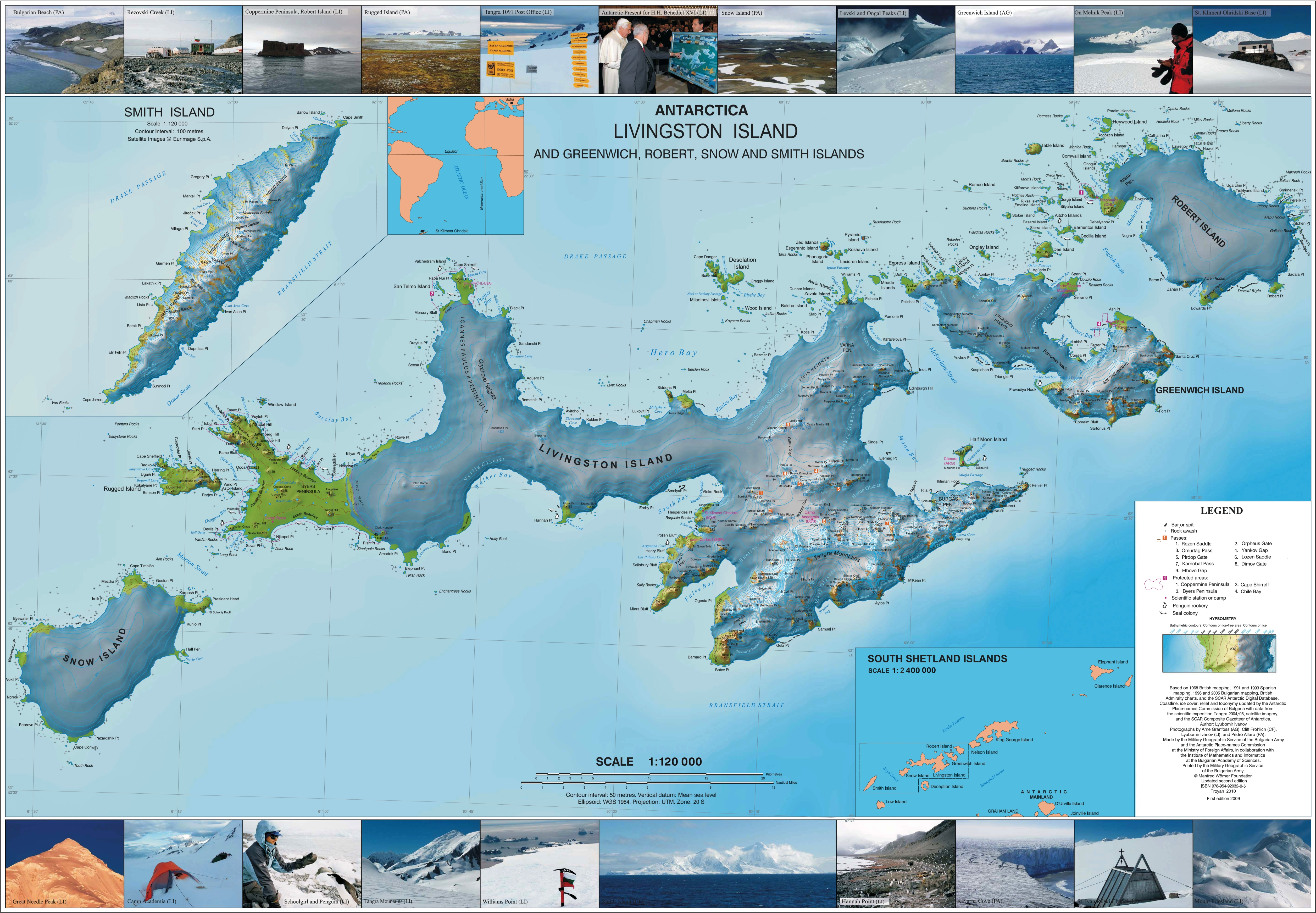
Topographic map of Livingston Island, Greenwich, Robert, Snow and Smith Islands.

L'île Rugged (ou île Lloyds, île Ragged) est une île inhabitée de l'Antarctique, appartenant aux îles Shetland du Sud.
Revendiquée par l’Argentine, ce pays la nomme  isla Rugosa.